# Natalia Borísova
Natalia Borísova (en ruso: Наталья Борисова; Bélaya Kalitvá, 23 de enero de 1983) es una deportista rusa que compitió en piragüismo en la modalidad de aguas tranquilas. Ganó una medalla de bronce en el Campeonato Europeo de Piragüismo de 2009.

## Palmarés internacional
| Campeonato Europeo | Campeonato Europeo     | Campeonato Europeo | Campeonato Europeo |
| Año                | Lugar                  | Medalla            | Competición        |
| ------------------ | ---------------------- | ------------------ | ------------------ |
| 2009               | Brandeburgo (Alemania) | Medalla de bronce  | K1 4 × 200 m       |